# Luís Mendes Ribeiro
Luís Mendes Ribeiro (* 23. Juli 1978 in Luro, Osttimor) ist ein Politiker aus Osttimor. Er ist Mitglied der Partido Democrático (PD).

## Werdegang
Bei den Parlamentswahlen in Osttimor 2017 kandidierte Ribeiro auf Platz 13 der Parteiliste der PD, scheiterte aber, da die PD nur sieben Sitze im Nationalparlament Osttimors gewann. Da aber Regierungsmitglieder auf ihren Parlamentssitz verzichten müssen und auch andere Gewählte nicht das Amt antraten, rückte Ribeiro als Abgeordnete nach.
Bei den Parlamentswahlen 2018 kandidierte Ribeiro auf Platz 11 der Liste der PD, doch diesmal erhielt die PD nur fünf Sitze und keiner der Gewählten verzichtete auf seinen Sitz.